# إبراهيم شناسي
 إبراهيم شناسي صحفي، شاعر وكاتب مسرحي تركي، ولد في مدينة إسطنبول في عهد الدولة العثمانية (5 أغسطس 1826 - 13 سبتمبر 1871).

## سيرة حياته
احتل شناسي مكانة بين الأدباء الذين أثروا ووجهوا الأدب التركي في القرن التاسع عشر، وهو أحد رواد حركة التغريب التي تبنت تطوير المجتمع العثماني على غرار الحضارة المعاصرة، ودافعوا عن ضرورة تحقيق هذا محتذين بالنموذج الغربي. فهو بمقالاته التي كتبها في الجرائد وترجمته للأشعار عن اللغة الفرنسية، وبنقده الأدبي والاجتماعي وبأعماله المسرحية التي ألفها وتميزه باللغة الخالصة الخالية من التملق التي استخدمها واستطاع أن يصل بها إلى الشعب قد ساهم في اتخاذ الخطوات الأولى في حركة التغريب في الأدب التركي.

## مولده والسنوات الأولى من حياته
إبراهيم شناسي الذي ولد في حي جيهانجير في إسطنبول لم يعرف له تحديدا تاريخ ميلاد. وهناك ثلاث أقوال في هذا الصدد (1826-1827-1824)، فباحثين وكتاب مثل مصطفى نيهاد أوزون، عمر فاروق آكون، أحمد راسم، على دي جناب يونتم قالوا بأن 1924 هو ميلاد إبراهيم شناسي لكن الصديق المقرب والباحث يازار ضيا أبو ضيا توفيق قال بأن 1826 هو بالضبط العام الذي ولد فيه شناسي. وتوصل بعض الباحثين إلى أن تاريخ ميلاد شناسي هو 5 أغسطس 1826، ليس هذا يقطع بصحة هذا التاريخ لأن هذه المعلومة ليست مثبتة بالوثائق، لكن وفقا لمصدران يعدان في حكم الوثيقة تحت أيدينا حاليا، يعتقد في غالب الظن أن تاريخ ميلاد إبراهيم شناسي هو 1826. والده النقيب محمد آغاه، ووالدته أسماء هانم، في عام 1828 سقط والده النقيب محمد آغاه شهيدا في الحرب التي خاضتها الدولة العثمانية مع روسيا وتركه -طفل ذو العامين من عمره- يتيما. حيث عاش طفولة فقيرة معدمة في 1832 والتحق بمدرسة الحي.

## حياته الوظيفية
بعدما أنهى شناسي دراسة المرحلة الابتدائية في مدرستي الحي ومدرسة الفيزية للبنين، التحق كضابط في دائرة المراسلات الاستشارية بالطوب خانة. وتعلم اللغة العربية والفارسية من السيد إبراهيم أحد الموظفين المعينين هناك. وتتلمذ على يد السيد رشاد باي الذي كان من أقدم الأسماء في الدائرة في اللغة الفرنسية. وبسبب اجتهاده ونجاحه في هذه الوظيفة ترقى في مناصبها.
بناء على الطلب الذي تقدم لدائرة استشارات الطوبخانة قد أرسلته الدولة إلى باريس في 1849 في بعثة لتعلم المجال المالي، إلا أنه أكمل أعماله الأدبية واللغوية هناك. وأقام علاقة صداقة مع «أوريانتاليست دا صاجي» وتعرف على «أرنسيست رينان» كما كان يحضر بانتظام الجلسات التي يعقدها «ألفونس دا لامارنين». كما اشترك في أعمال مع «أوريانتاليست بافيت» و«دا كورتيلا». وتعرف على العالم اللغوي المعروفة«باول إيميلا لتيرا». وفي 1851 اختير عضوا في الجمعية اللغوية.
بعد عودته من باريس في 1854 ظل يعمل لفترة في دائرة الطوبخانة. وثم بعدها أصبح عضوا في مجلس المعارف. ثم موظف بأكاديمية العلوم (الهيئة الأستشارية). وبناء على ترك مصطفى رشيد باشا الصدر الأعظم لوظيفته استبعد أيضا شناسي من منصبه. وعندما عاد رشيد باشا من جديد لوظيفته كصدر أعظم في 1857، عاد شناسي أيضا لوظائفه السابقة. بعد وفاة مصطفى رشيد باشا أصبع في عناية وكنف يوسف جميل باشا.
في 1860 بالتعاون مع آغاه أفندي أصدر جريدة «ترجمانى أحوال». بعد ستة أشهر بدأ يترأس جريدة أخرى بمفرده تسمى «تصويرى أفكار»
وبسبب انتقاده لشؤون الدولة وهجومه على السلطان عبد العزيز في 1863 تمت إقالته من وظيفته في مجلس المعارف. ترك جريدته لنامق كمال، وذهب لفرنسا في 1865. وهناك تفرغ لعمل المعاجم والقواميس.
ترك عضويته في الجمعية اللغوية وعاد لإسطنبول في 1867. بعد فترة قصيرة عاد مرة آخرى لباريس. وفي الفترة التي قربت على العامين التي قضاها هناك، عمل أبحاث في المكتبة القومية بفرنسا. عندما عاد إلى إسطنبول في 1859 فتح مطبعة وبدأ في طباعة أعماله. بعد فترة قصيرة أصيب بورم في المخ وتوفي في 13 سبتمبر 1871. فهو مؤسس الأدب التركي على غرار الطراز الغربي. وهو من بدأ أدب التنظيمات، وأول من قدم أعمال أدبية في النظم والنثر على غرار الأدب الغربي. كما هو أول من قدم أشعار مترجمة وصاحب أول تجربة في الصحافة التركية الخاصة وكذلك على صعيد المسرح هو أول من قدم نموذج المسرحية المحلية التي غزت الأدب التركي.

## أسلوبه
كان يتمتع بالعقلانية والمنطقية حيث كان هدفه أن يمنح المجتمع التركي أراء جديدة. وكان ينتمي للطبقة الشعبية، حيث تملؤه مشاعر المسؤولية تجاه الشعر التركي. حتى على صعيد اختياره لكلمات أشعاره، فالكلمات المعجمية مثل الوطن، القومية الشعب بمفهومها الحالي كان أول من استخدمها شناسي. فقد جرد شعره من المجازات إلى اللغة الصافية الخالية من التعقيد، وتجاوز المعاني المجردة إلى المعاني الواقعية المجسمة. كما نزل للقاعدة الشعبية، وقام بالعديد من الأبحاث في اللغة والفنون الشعبية (فلكلور) مستفيد من المصادر الشعبية لأول مرة في الأدب التركي. عمد إلى استخدام لغة بسيطة بدلا من المقولات ذات المعاني، كما عمل على استقرار لغة تركية تعتمد على لغة الحوار. ترك مبدأ الفن للفن واعتنق مبدأ الفن للشعب، وخرج على مفهوم الجمال الجزئي إلى مفهوم الجمال الكلي. أدرك حقيقة أن الصحافة هي الطريق الأهم من أجل النهوض علميا بالمجتمع. وأصدر جريدة خاصة (ترجمان أحوال) وكان ضد الإنشاء الأدبي في مجال النثر.

## مؤلفاته
1. ديوان شناسي
2. ضروب الأمثال العثمانية
3. زواج الشاعر (تمثيلية هزليّة تُصوّر حال المرأة المسلمة في تلك الحقبة).

## روابط خارجية
- إبراهيم شناسي على موقع IMDb (الإنجليزية)
- إبراهيم شناسي على موقع الموسوعة البريطانية (الإنجليزية)